# Laurent Beauvais

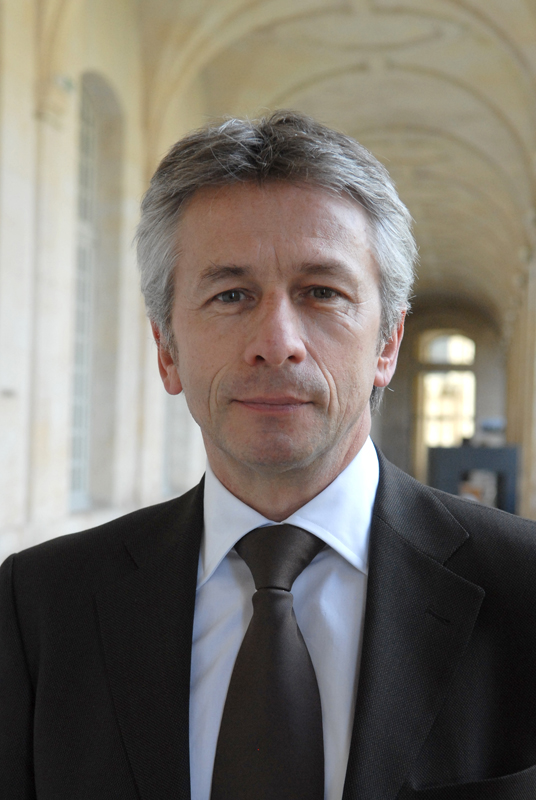
Laurent Beauvais

Laurent Beauvais (* 24. Juni 1952 in Nogent-le-Rotrou, Département Eure-et-Loir) ist ein französischer Politiker. Er ist Mitglied der Sozialistischen Partei und war bis zur Auflösung der Region Ende 2015 Präsident des Regionalrats der Region Basse-Normandie.

## Leben
Nach seinen wirtschafts- und verwaltungswissenschaftlichen Studien an der Universität Caen, der Sciences Po Paris und der Universität Paris-Dauphine trat er 1978 in den Dienst der Wissenschaftsverwaltung in Paris ein. Später arbeitete er am Centre national de la recherche scientifique (CNRS) und wurde 1988 Stabschef des sozialistischen Forschungsministers Hubert Curien. Von 1993 bis 1997 arbeitete er wieder beim CNRS und war danach bis 2008 stellvertretender Direktor des GANIL, eines Teilchenbeschleunigers in Caen.
Seine politische Aktivität begann im Alter von 21 Jahren, als er der Sozialistischen Partei beitrat. 1977 wurde er in den Gemeinderat von Mortrée gewählt, dem er bis 1989 angehörte. Im selben Jahr wurde er stellvertretender Bürgermeister von Argentan.
Das erste Mal 1998 in den Regionalrat der Basse-Normandie gewählt, wurde er dort 2004 Vizepräsident des Regionalrats.
Am 3. April 2008 wurde er Nachfolger im Amt des Regionalratspräsidenten, da sein Vorgänger Philippe Duron als neuer Bürgermeister von Caen aus Gründen der Ämterhäufung dieses nicht weiterführen konnte. Mit Auflösung der Region schied er am 31. Dezember 2015 aus dieser Funktion aus.
Beauvais war zudem Präsident des Organisationskomitees der Weltreiterspiele 2014 und war auch an deren Eröffnung beteiligt.